# خالد عبد القدوس
خالد عبد القدوس، من مواليد 9 يونيو 1980، لاعب كرة قدم كويتي سابق. لعب في نادي العربي الكويتي سابقا، ويلعب مع منتخب الكويت لكرة القدم.

## كأس الخليج 2003
سجل هدف في مرمى منتخب اليمن لكرة القدم، وهدف في مرمى منتخب السعودية لكرة القدم.

## روابط خارجية
- خالد عبد القدوس على موقع قاعدة بيانات كرة القدم.إي يو (الإنجليزية)
- خالد عبد القدوس على موقع ناشيونال فوتبول تيمز (الإنجليزية)
- خالد عبد القدوس على موقع كووورة
- خالد عبد القدوس على موقع أوليمبيديا (الإنجليزية)